# タフテ・バヒー

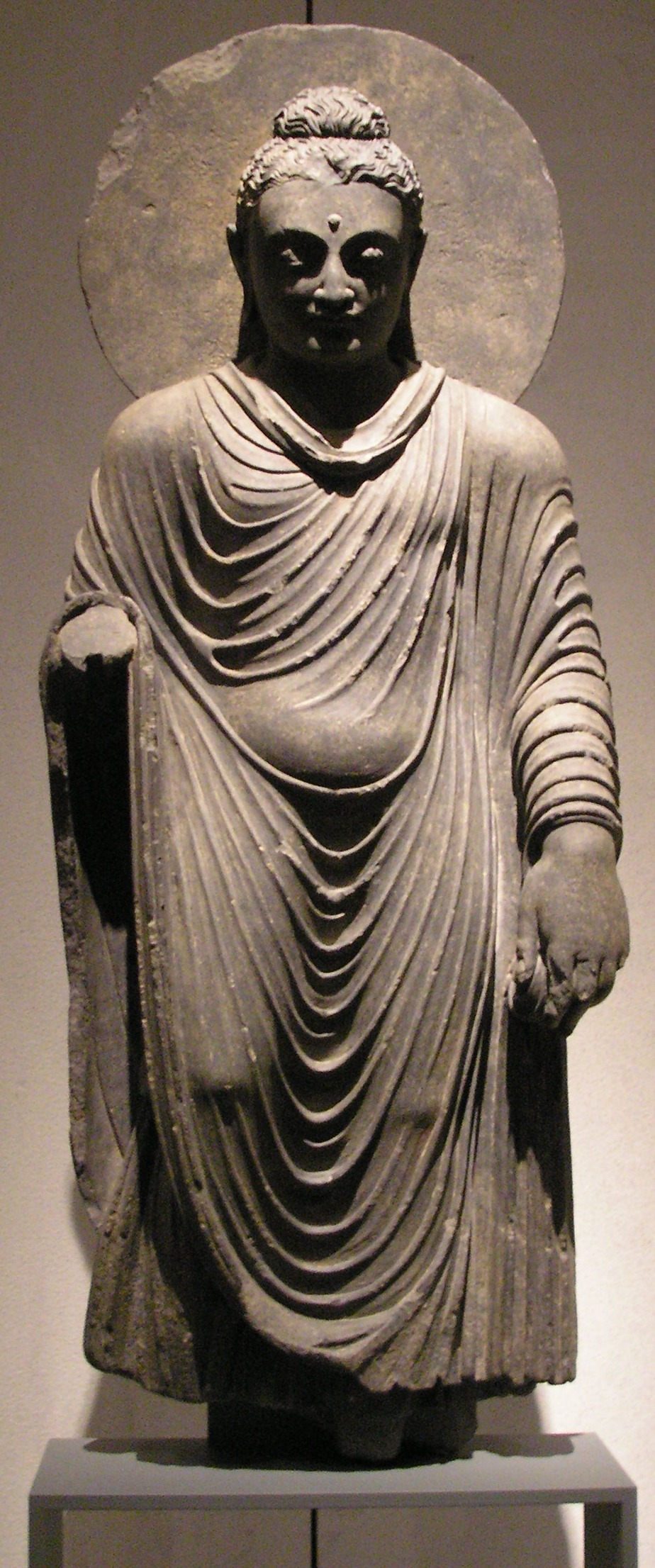
タフテ・バヒー出土の仏像（ベルリンの博物館蔵）

タフテ・バヒー（ウルドゥー語: تختِ باہی Takht-i-Bahi）は、紀元前1世紀に遡ることができる仏教遺跡である。パキスタン・カイバル・パクトゥンクワ州の都市であるマルダンから約15km、ペシャーワルからは北西に80km離れた場所にある。タフテ・バヒーは近くにあるサハリ・バハロールの都市遺跡と合わせて、1980年に国際連合教育科学文化機関の世界遺産リストに登録された。
Takhtとは、ペルシャ語（あるいはウルドゥー語）で、玉座を意味し、Bahiとは、水あるいは泉を意味する。タフテ・バヒーは、ガンダーラ平野を見下ろすことができる丘の上に建設され、近くには川があったことからこのように呼ばれている。

## 構造
タフテ・バヒーに寺院が建設されたのは、2世紀中葉である。クシャーナ朝のカニシカ王が造営した。敷地自体は、南から北に行くに従って標高は低くなっていて、ほぼ正方形の形をとる。南の高台には、メイン・ストゥーパが建設された。メイン・ストゥーパから北に向かうと参詣者によって奉納された35基のストゥーパが現存する「ストゥーパの中庭」に出ることができる。
ストゥーパの中庭からさらに、北に歩を進めると中庭を囲むような形で僧院の遺構が残っている。また、西側にはテラスがあり、テラスの地下には瞑想用と思われる地下室がある。